# Apristus constrictus
Apristus constrictus är en skalbaggsart som beskrevs av Thomas Casey. Apristus constrictus ingår i släktet Apristus och familjen jordlöpare. Inga underarter finns listade i Catalogue of Life.